# Sarmàcia

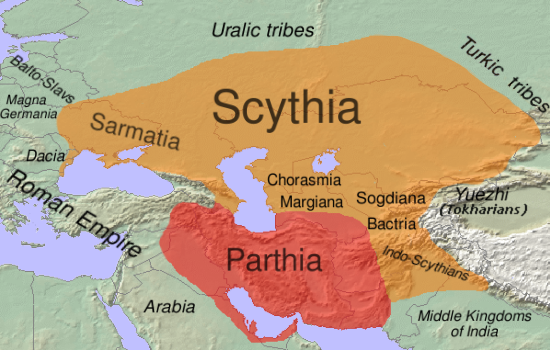
Sarmàcia i Escítia cap al 100 aC, d'acord amb algunes fonts, si bé d'altres estenen els límits de Sarmàcia fins més a l'est

Sarmàcia (en llatí Sarmatia, en grec antic Σαρμάτια) va ser el nom donat a una regió en part situada a Europa i en part a Àsia, habitada pels sàrmates.
El nom de sàrmates va arribar als grecs inicialment a través dels pobles escites de les regions del Dnièper i del Don, que anomenaven així justament les poblacions no escites. No se sap si els sàrmates s'aplicaven aquest nom a ells mateixos. Els getes també els donaven aquest nom.
Claudi Ptolemeu, la principal font sobre el país, el divideix en dues parts: la Sarmàcia europea i la Sarmàcia asiàtica, separades aproximadament pel riu Don.
Estrabó parla molt vagament de la Sarmàcia, i diu que s'estén fins al riu Boristenes i està habitada pels gàlates i els germànics. Parla breument dels ziges, dels hamaxoecs i dels roxolans sense especificar si eren sàrmates. Plini el Vell només enumera algunes tribus i diu que Sarmàcia arribava fins al país dels bastarnes. Segons Tàcit, la Germània limita a l'est amb la Sarmàcia i els dacis.
Els aorsis o aorsins, els idres, els ziges, els biessis, els udes, els piengites i els ibions eren pobles de Sarmàcia. Un altre dels pobles de la regió eren els Sales.